# پیمان لیسبون
پیمان لیسبون که در ابتدا از آن به عنوان معاهده اصلاحات یاد می‌ شد، یک توافقنامه بین المللی است که اساس قانون اساسی اتحادیه اروپا (EU) را اصلاح می کند.
پیمان لیسبون  در ۱۳ دسامبر ۲۰۰۷ توسط تمامی کشورهای عضو اتحادیه اروپا امضا و از ۱ دسامبر ۲۰۰۹ لازم الاجرا شد. پیمان لیسبون سازوکار های پیمان ماستریخت (۱۹۹۲) را اصلاح می کند، همچنین شکل به روز شده ای از پیمان رم (۱۹۵۷) ارائه می‌ کند. 
این پیمان اصلاحیه ای بر قانون اساسی پیشین اروپاست . از جمله قوانین جدید حذف زبان، پول، پرچم و سرود مشترک دانست. همچنین به منظور تقویت روابط و سیاست خارجی اروپا، یک پست نماینده عالی امور خارجه با کارکردهای وزیر خارجه ایجاد خواهد شد.